# Sidé (mythologie)
Pour les articles homonymes, voir Sidé (homonymie).
 (septembre 2009).
Si vous disposez d'ouvrages ou d'articles de référence ou si vous connaissez des sites web de qualité traitant du thème abordé ici, merci de compléter l'article en donnant les références utiles à sa vérifiabilité et en les liant à la section « Notes et références ».
Dans la mythologie grecque, Sidé fut l'épouse d'Orion avant de connaître Mérope et Artémis.
Son nom veut dire « grenade ». Elle était très belle mais aussi très fière. Elle fut précipitée dans le Tartare par Héra car elle eut l'audace de comparer leur beauté...
Elle donne auparavant à Orion deux filles : les Coronides, Ménippé et Métioché qui grandissent en Aonia, au pied du Mont Hélicon.

## Sources
- Pseudo-Apollodore, Bibliothèque [détail des éditions] [lire en ligne] (I, 4, 3).
- Antoninus Liberalis, Métamorphoses [détail des éditions] (XXV).